# Michael F. Williams
Michael F. Williams (født 26. juli 1962 i Hamilton, New Zealand) er en new zealandsk komponist og lærer.
Williams hører til nutidens betydningsfulde komponister i New Zealand. Han har skrevet en symfoni, orkesterværker, koncertmusik, kammermusik, operaer, korværker, solostykker for mange instrumenter etc. Han underviser som lærer i komposition på  University of Waikato.

## Udvalgte værker
- Symfoni nr. 1 "Breve fra fronten" (2016) - for sopran, fortæller og orkester
- "Synestesi nr. 1" (2000) - for orkester
- "Synestesi nr. 2" (2001) - for orkester
- ''Når øjet ændrer sig, giver kvadraterne ind" (2002) - for solosopran, stemmer, violin, cello og 5 slagtøjspillere